# Francesco Ranzi

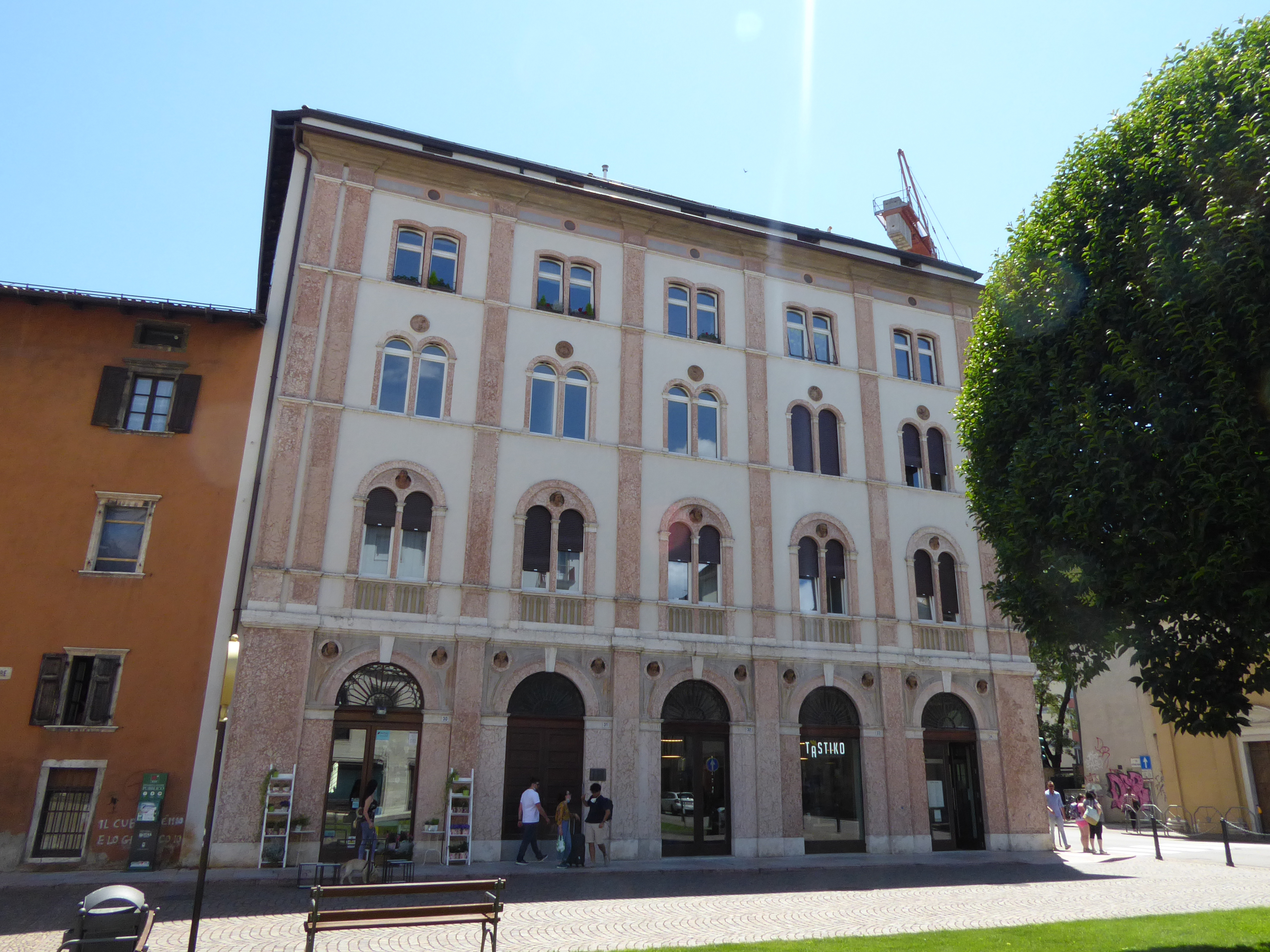
Palazzo Ranzi in Piazza Santa Maria Maggiore a Trento

Francesco Ranzi (Trento, 28 gennaio 1816 – Trento, 16 aprile 1882) è stato un imprenditore austriaco.

## Biografia

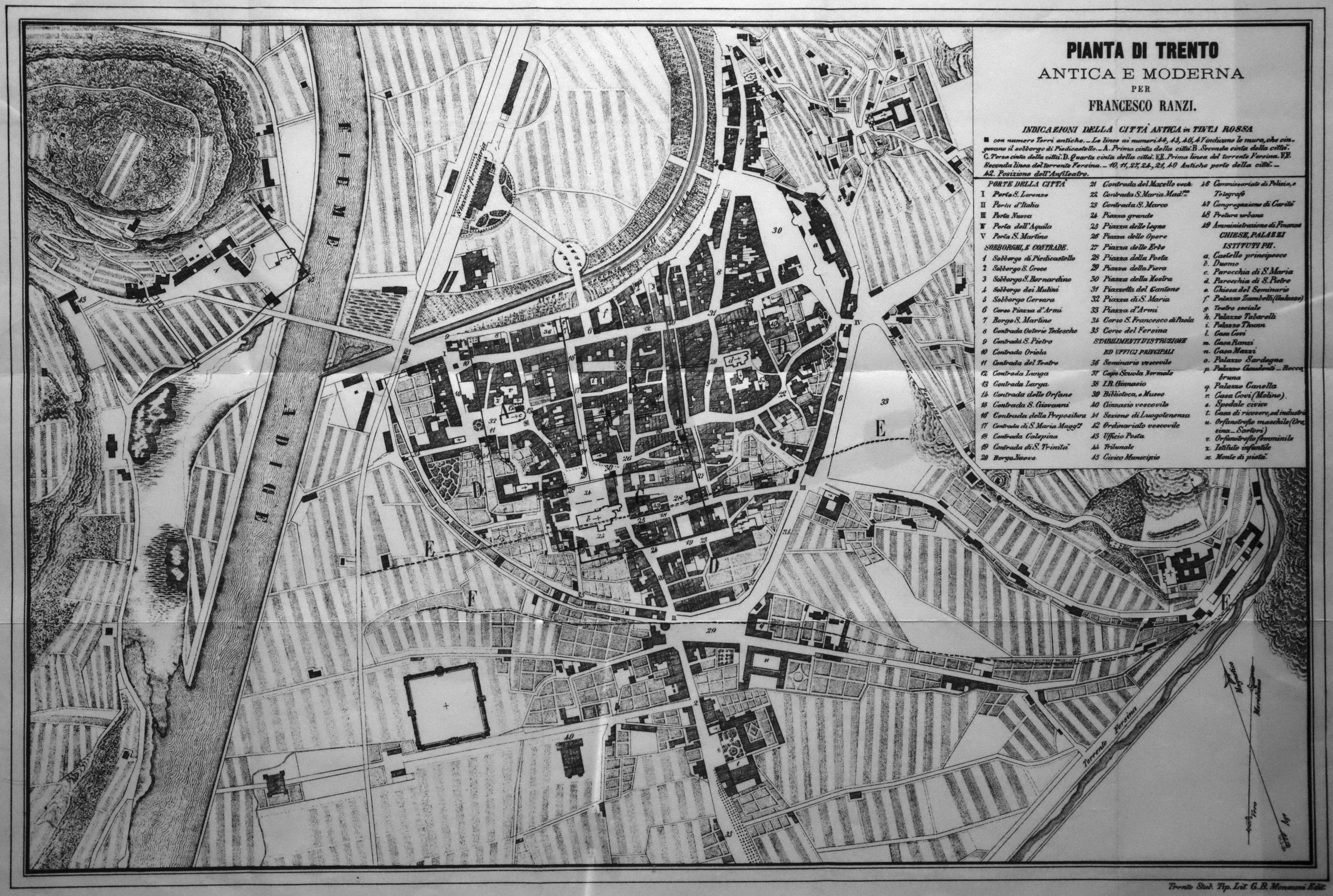
Pianta di Trento Antica e Moderna, pubblicata da Ranzi nel 1869

Studiò a Trento e all'Accademia di belle arti di Venezia, ma senza terminare gli studi.
Imprenditore edile, si occupò fra l'altro della costruzione di forte Strino (1859-1866 ca), di una polveriera fortificata sul Doss Trento (1860-1861), di forte d'Ampola (1865 ca), del complesso fortificato di Civezzano (1868 - 1876), della Villa Arciducale di Arco e dell'Hotel Trento (oggi Palazzo della Provincia Autonoma di Trento) in Piazza Dante. Si occupò anche dell'abbellimento e del restauro conservativo di Villa Sizzo de Noris a Ravina. 
Nel 1862 costruì la sua casa in stile neorinascimentale in Piazza Santa Maria Maggiore a Trento, Palazzo Ranzi.
Lavorò alla ferrovia del Brennero, nella tratta fra Bolzano e Prato all'Isarco, progettando fra l'altro una particolare armatura per la realizzazione di una galleria.

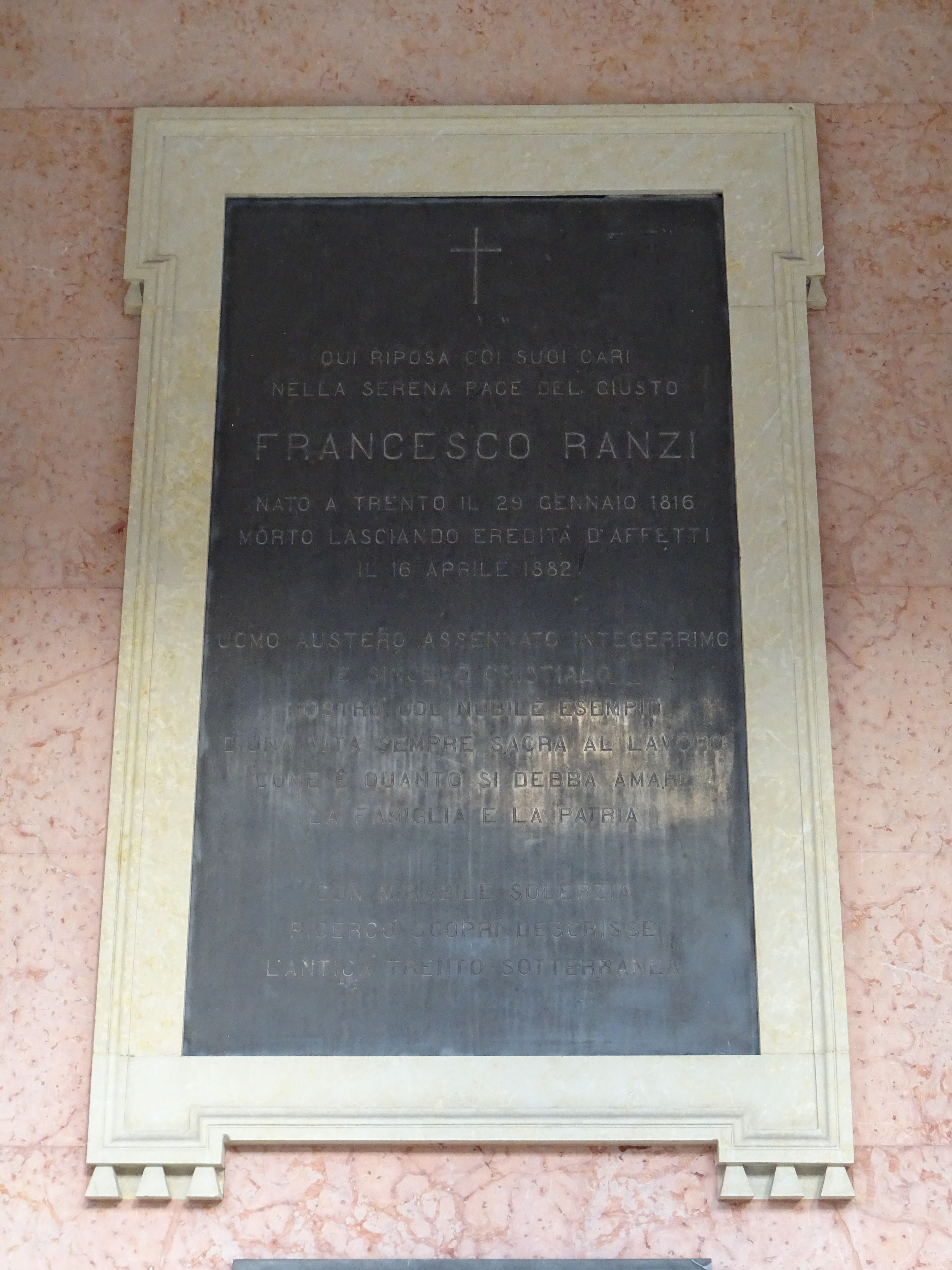
Lapide a Francesco Ranzi nel cimitero monumentale di Trento

Archeologo dilettante, nel 1869 pubblicò Pianta antica della città di Trento, considerato "una pietra miliare per studio dell'impianto urbano della città romana."
Il figlio Guglielmo Ranzi fu un politico liberale irredentista.

## Opere
- Descrizione e fabbisogno di un nuovo congegno meccanico d'armamento per l'ultimazione del traforo e rivestimento delle gallerie progettato ad introdotto nella costruzione della ferrovia del Brennero, Trento, 1868
- Pianta antica della città di Trento: osservazioni e memorie, Trento, 1869